# Dietmar Schmeiser

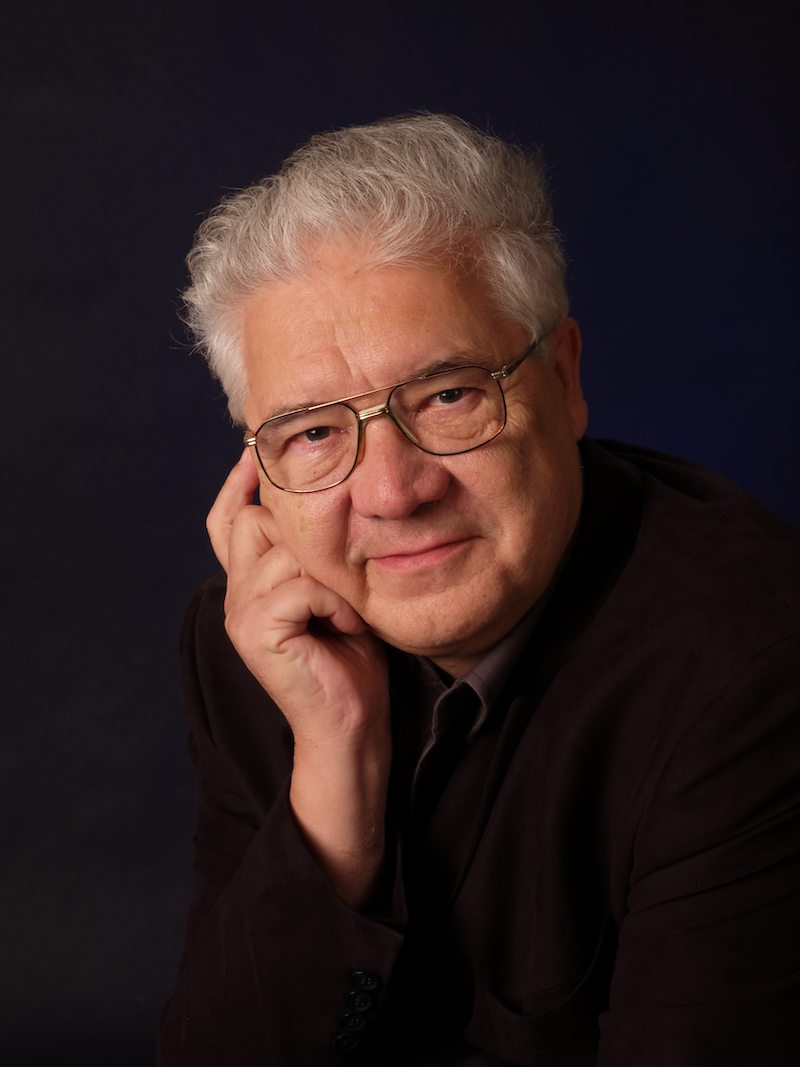
Dietmar Schmeiser

Dietmar Schmeiser (* 19. Oktober 1937 in Buchen) ist ein deutscher Psychoanalytiker und Autor.

## Leben
Nach dem Abitur am Goethe-Gymnasium Karlsruhe studierte er an der Pädagogischen Hochschule Karlsruhe mit dem Hauptfach Bildende Kunst und schloss mit dem Staatsexamen ab. Ab 1960 studierte er an der Universität Mainz Psychologie, Psychopathologie und Anthropologie. Den Abschluss als Diplom-Psychologe bekam er 1964. Die Ernennung zum Ordinariatsrat erfolgte 1967. 1969 wurde er zum Dr. rer nat. promoviert. Die Ausbildung zum Psychoanalytiker schloss er am Institut für Psychoanalyse und Psychotherapie Heidelberg-Mannheim 1978 ab. Er war Dozent am Priesterseminar Speyer. Schmeiser betreibt in Neustadt-Hambach an der Weinstraße eine eigene Praxis. Als Lehranalytiker wurde er an das Institut für Psychotherapie und Psychoanalyse Rhein-Eifel (Annelise Heigl-Evers Institut) berufen. Berufspolitisch ist er in Berlin und Mainz u. a. bei der Kassenärztlichen Vereinigung sowie der Deutschen Psychotherapeutenvereinigung aktiv. 1998 wurde ihm das Bundesverdienstkreuz am Bande verliehen.

## Veröffentlichungen
- Über den Zusammenhang zwischen testkorrelierter Schulleistung, Entwicklungsproben und nonverbaler Intelligenz. Mainz 1969 (= Dissertation vom 14. Februar 1969).
- Bunsenstraße Nr. 3. Kindheit in den Ruinen einer Großstadt. Info Verlag, Karlsruhe 2005, ISBN 3-88190-386-0.
- Ludwig Janus: Geboren im Krieg. Kindheitserfahrungen im 2. Weltkrieg und ihre Auswirkungen. Psychosozial-Verlag, Gießen 2006, 2. Auflage 2012.
- mit Benedikt Noe: Johann Georg Hörner Sozialreformer, Bürgermeister und Revolutionär (1785–1873). In: Mannheimer Geschichtsblätter. 32, Mannheim 2016, S. 27–53.
- Bunsenstraße Nr. 3. 2. komplett überarbeitete und erweiterte Ausgabe, Info Verlag, Karlsruhe 2017, ISBN 978-3-88190-962-4.